# Mitraglia (munizione)

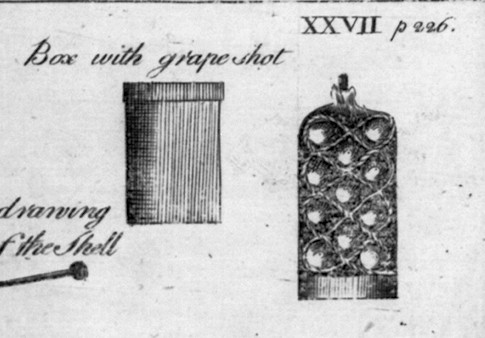
Dettaglio di un colpo a mitraglia da un disegno risalente all'epoca della Rivoluzione Americana.

Mitraglia (anche colpo a mitraglia o colpo a grappolo) tra le tipologie di munizione specialmente in artiglieria, indica non un unico proiettile solido, ma piuttosto una massa di palline o proiettili messi in un contenitore. Veniva utilizzato sia in battaglie di terra che di mare.

## Storia
In particolare nel XVIII e XIX secolo questo tipo di munizione ebbe largo impiego e vennero addirittura progettate bocche da fuoco che miravano a massimizzarne l'efficacia o capaci di sparare solamente a mitraglia, ad esempio l'obice segreto di Shuvalov e il Geschwindstück. 

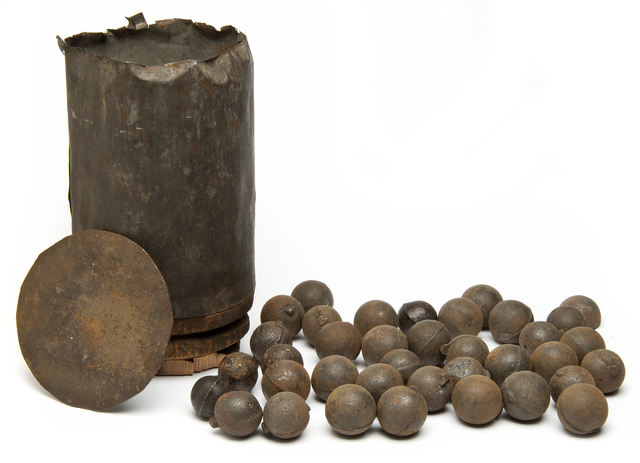
Colpo a mitraglia della Guerra di Secessione.

Il primo fu progettato nel 1753 da Pëtr Šuvalov, all'epoca comandante dell'artiglieria russa. La sua caratteristica peculiare era una canna a sezione ovale, il cui scopo era quello di ottimizzare la dispersione orizzontale dei colpi, tuttavia a causa della forma della canna non poteva sparare munizioni di altro tipo. Questo fu uno dei motivi per cui ebbe vita breve e se ne cessò l'uso pochi anni dopo la morte dell'inventore.
Il secondo, o cannone alla sassone, venne progettato negli anni venti del '700 dal sassone Franz Obmaus e venne adottato dagli eserciti di Sassonia e Regno di Sardegna, rispettivamente nel 1734 e nel 1754. Questo cannone poteva inclinare a 45 gradi la canna per caricare i proiettili a mitraglia per gravità (in modo simile ai moderni mortai), senza bisogno di calcatoio per spingere il proiettile in fondo alla canna. Secondo i resoconti dell'epoca poteva sparare circa 9 colpi al minuto, ma solo per breve tempo perché l'altissimo (per l'epoca) rateo di fuoco ne causava il surriscaldamento della canna.
In casi di emergenza o scarsità di munizioni si potevano usare colpi a mitraglia improvvisati, ottenuti caricando i cannoni con pezzi di metallo, chiodi, frammenti di vetro, rocce e qualsiasi oggetto simile a un proiettile: si tratta di munizioni più economiche, data la fattura, ma di efficacia minore in quanto frammenti disomogenei, sia di massa che di forma; la balistica ne risulta quindi compromessa.

## Utilizzo
La mitraglia ha effetti generalmente devastanti sulla fanteria ammassata e a corto raggio, per questo era utilizzata per contrastare le cariche di fanteria (o cavalleria).
Esistono diversi varianti di colpo a mitraglia a seconda del tipo e della dimensione dei proiettili, ma il principio è il medesimo. Esso consiste in una sottile scatola di metallo (o una sacca di tela) che contiene una moltitudine di proiettili sensibilmente più piccoli del diametro della bocca da fuoco usata. Una volta sparato, il contenitore si distrugge e le varie palle si dividono disperdendosi "a cono" (come un colpo a pallettoni). Per l'uso terrestre a distanza ravvicinata venivano usati colpi a mitraglia con palle da fucile, tuttavia questi perdevano efficacia oltre i cento metri, quindi per le distanze superiori si preferiva usare un minor numero di palle di dimensione maggiore. Queste ultime erano anche adottate per l'uso navale, dato che la dimensione maggiore dei proiettili permetteva di causare danni al sartiame e alle vele.
Il tipo originale può essere sparato solo da cannoni a canna liscia, in quanto altrimenti potrebbe rovinare la rigatura (questo fu proprio il motivo che spinse la Francia all'adozione della mitrailleuse per sostituire i colpi a mitraglia). Tuttavia il munizionamento a mitraglia venne usato anche da cannoni rigati fino alla Prima Guerra mondiale, e usi occasionali ci furono nella Seconda Guerra mondiale e nella Guerra di Corea.

## Tipologie recenti
I più recenti proiettili shrapnel sono l'evoluzione di questi, usabili in armi ad anima rigata ed aventi una maggiore gittata.
La bomba a grappolo è un'arma concettualmente simile, ma con submunizioni esplosive al posto dei pallettoni inerti.
Alcune mine usano pallini metallici come frammenti, come la tedesca Schrapnellmine della seconda guerra mondiale, o la più moderna M18A1 Claymore Antipersonnel Mine statunitense.

## Episodi storici  di impiego

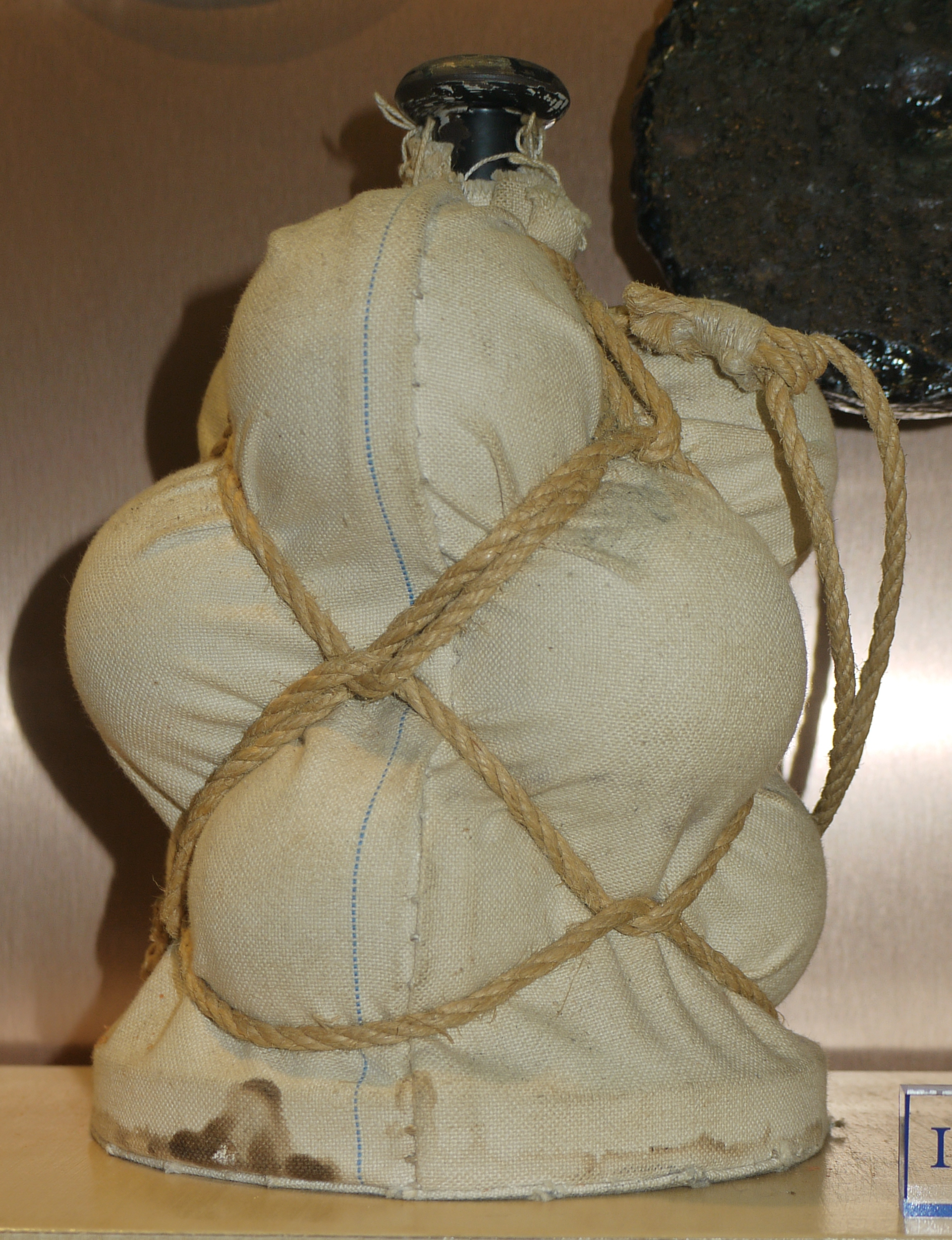
Un esempio di colpo a mitraglia

I conflitti in cui i colpi a mitraglia furono usati includono:
- Crociata Hussita - Colpi a mitraglia vennero usati sia da cannoni che cannoni maneschi (píšťala).
- Il noto pirata Bartholomew Roberts (conosciuto anche come "Black Bart") fu ucciso da un colpo a mitraglia sparato dalla HMS Swallow il 10 febbraio 1722.
- Battaglia di Québec (1759): Marquis Louis-Joseph de Montcalm fu mortalmente ferito all'addome da un colpo a mitraglia.
- Kazimierz Pułaski fu ferito, e poi morì, per un colpo a mitraglia nella battaglia di Savannah durante la guerra d'indipendenza americana.
- Battaglia di Guilford Court House (1781): Cornwallis ordinò di sparare due colpi a mitraglia nel bel mezzo del campo di battaglia, dove si tenevano combattimenti corpo a corpo tra gli Inglesi e l'Esercito Continentale.
- Insurrezione del 13 vendemmiaio anno IV: Napoleone Bonaparte, nominato generale di brigata durante le fasi finali della rivoluzione francese, disperse in modo celebre un assembramento realista dalle strade di Parigi con una "zaffata di mitraglia" il 5 ottobre 1795.  Fu successivamente premiato, anche per altri meriti, con il comando dell'Armata d'Italia nel 1796.
- Durante la Rivoluzione haitiana, colpi a mitraglia vennero usati da truppe francesi contro le truppe vittoriose di Toussaint Louverture.
- Durante la Rivolta irlandese del 1798, colpi a mitraglia furono ampiamente utilizzati dalle truppe inglesi contro le forze irlandesi, nelle battaglie di New Ross, Arklow, Saintfield e Vinegar Hill. Nella battaglia di Vinegar Hill gli inglesi usarono munizioni a mitraglia per uccidere centinaia di irlandesi ribelli.
- Il comandante inglese Sir Edward Pakenham fu mortalmente ferito mentre era a cavallo da un colpo a mitraglia sparato da una trincea durante la battaglia di New Orleans.
- Nella Battaglia di Waterloo (1815) Lord Uxbridge, comandante della cavalleria inglese, venne colpito alla gamba destra da un colpo di mitraglia che gli costò l'amputazione. Nella stessa battaglia la batteria inglese al comando del Capitano Mercer sparò con ogni cannone caricato con una palla e una scatola di mitraglia.
- Nella novella di Victor Hugo Les Misérables, il colpo a mitraglia fu largamente utilizzato contro le barricate nell'insurrezione di Parigi del 1832.
- Ad Alamo (1836) i difensori improvvisarono colpi a mitraglia con chiodi e ferri di cavallo fatti a pezzi.
- Durante la battaglia di Buena Vista (nella guerra messico-statunitense) nel 1847, il generale Zachary Taylor impiega una doppia carica di mitraglia per la sua artiglieria per sconfiggere l'esercito messicano numericamente superiore guidato da Santa Anna. Il suo famoso ordine, "sparate una doppia carica e spediteli all'inferno", divenne lo slogan della campagna che lo portò alla Presidenza della Casa Bianca.
- Battaglia di Kalauao, John Kendrick fu colpito accidentalmente, e ucciso, quando un'imbarcazione inglese, la Jackel, esplose dei colpi a salve. Uno dei suoi cannoni era invece caricato di colpi a mitraglia.